# Ernesto Cortissoz nemzetközi repülőtér
Az Ernesto Cortissoz nemzetközi repülőtér (spanyol nyelven: Aeropuerto Internacional Ernesto Cortissoz) (IATA: BAQ, ICAO: SKBQ) egy nemzetközi repülőtér Kolumbiában Barranquilla közelében. Éves utasforgalma 3 030 937 fő (2022).

## Légitársaságok és úticélok
2023-ban a Ernesto Cortissoz nemzetközi repülőtérről az alábbi járatok indulnak:

### Személy
| Légitársaság      | Célállomások                                           |
| ----------------- | ------------------------------------------------------ |
| Air Century       | Santo Domingo–La Isabela                               |
| American Airlines | Miami                                                  |
| Avianca           | Bogotá, Bucaramanga, Cali, Cúcuta, Medellín–JMC, Miami |
| Copa Airlines     | Panama City–Tocumen                                    |
| EasyFly           | Montería, Valledupar                                   |
| EZAir             | Curaçao Charter: Bonaire                               |
| Helicol           | Charter: El Cerrejón, La Mina                          |
| LATAM Colombia    | Bogotá, Medellín–JMC                                   |
| Spirit Airlines   | Fort Lauderdale                                        |
| Wingo             | Bogotá, Panama City–Balboa, San Andrés Island          |

### Cargo
| Légitársaság         | Célállomások                         |
| -------------------- | ------------------------------------ |
| Aerosucre            | Bogotá                               |
| Avianca Cargo        | Amszterdam, Bogotá, Madrid, Medellín |
| LATAM Cargo Colombia | Bogotá, Miami                        |

## Forgalom
Az utasforgalom az elmúlt években az alábbi módon változott:
| Utasok száma | 851 651 | 1 019 423 | 1 212 747 | 1 719 116 | 1 924 814 | 2 392 336 | 2 756 389 | 2 582 290 | 1 006 573 | 3 030 937 |
|              | 2004    | 2006      | 2008      | 2010      | 2012      | 2014      | 2016      | 2018      | 2020      | 2022      |

## Kifutópályák
A repülőtér futópályái:
- 05/23 (3001 m, 45 m, aszfalt)